# Gerista dimidiata
Gerista dimidiata är en insektsart som beskrevs av Bolívar, I. 1905. Gerista dimidiata ingår i släktet Gerista och familjen gräshoppor. Inga underarter finns listade i Catalogue of Life.